# Helina snyderi
Helina snyderi är en tvåvingeart som beskrevs av Steyskal 1966. Helina snyderi ingår i släktet Helina och familjen husflugor. Inga underarter finns listade i Catalogue of Life.